# Age of Wushu
Pour les articles homonymes, voir AOW.
Age of Wushu ou AOW, anciennement Age of Wulin en Europe, est un MMORPG centré sur les arts martiaux développé par Suzhou Snail Electronic Co., Ltd. (Snail Game) et publié par Snail USA en Europe et en Amérique du Nord. Ce jeu est actuellement en béta ouverte depuis le 18 juillet 2013. Age of Wulin s'inspire du Wuxia et nous transporte dans la Chine ancienne.

## Synopsis
Age of Wulin est un MMORPG d’arts martiaux gratuit. L’action se déroule sur un territoire qui est une reproduction de la Chine ancienne, qui s’étend sur une surface jouable de 130 km² divisée en 27 régions. À cela vient s’ajouter bon nombre de zones instanciées ; le tout explorable en haute définition grâce à des graphismes dernière génération. Des milliers de quêtes, 20 différentes instances ainsi que l’immense territoire à découvrir font d’Age of Wulin l’un des MMORPG gratuits les plus complets et ambitieux à venir.

## Développement
La bêta ouverte d'Age of Wulin a débuté le jeudi 18 juillet 2013 avec 3 serveurs dont un pour la communauté francophone. Le jeu a été officiellement traduit en français le 21 janvier 2014.

## Système de jeu
Les joueurs pourront choisir entre 8 écoles d'arts martiaux,.
L'un des nombreux intérêts du jeu, est, qu'il n'y pas de limite de niveaux ou de limite dans les compétences. Plus le personnage s'entraînera, plus il augmentera sa puissance.
Les joueurs pourront ainsi s'aventurer dans le PvE et le PvP.
S'il est possible de choisir son école, le jeu ne propose en revanche pas de système de classe. C'est-à-dire que toutes les compétences seront accessibles par tous. Les joueurs pourront choisir ce qui leur convient le mieux et changer d'école si nécessaire.
Le jeu permettra également de s'aventurer dans des donjons, que ce soit seul ou accompagné.
Un système d'artisanat, de professions (17 au total), de montures ainsi qu'un système permettant d'obtenir un château de guilde seront disponibles.
Afin de garder un monde persistant, un contenu unique sera implanté qui aura pour effet de laisser les joueurs déconnectés en tant que PNJ (personnage non joueur) dans le jeu. Les joueurs auront donc la possibilité d'interagir avec des personnes qui sont déconnectées du jeu. (échange d'or, kidnapping...)
Le système de quête est personnalisé ; lorsqu'un joueur rencontrera un PNJ selon sa réaction à son égard celui-ci donnera différentes quêtes et surtout il se souviendra du passage du joueur. (Il y aura une jauge au-dessus de la tête des PNJ qui penchera selon l'affinité que le joueur aura avec lui.)

### Combat
Les combats seront basés sur les arts martiaux. Pour plus de réalisme les mouvements ont été réalisés par des professionnels du domaine.
Il y aura également des compétences plus développées comme marcher sur l'eau ou encore courir à la verticale ou à l'horizontale sur des murs. (système du Qigong).
Étant donné que le jeu possède la faculté unique de ne pas avoir de restriction de niveau ni de classe, les combats dépendront donc plus de l'entraînement plutôt que d'un quelconque niveau.
Plus les joueurs utilisent leurs compétences plus elles gagneront en puissance.
Les combats permettant des mouvements amples ils seront très lent et aériens. Sans compter un système d'esquive travaillé qui permet même à des personnes moins entraîné de pouvoir affronter un joueur ou un ennemi plus puissant.

## Les Écoles
gPotato a dévoilé le nom des écoles qui sont les suivants pour le marché français :
- Justice : Les Nomades / Shaolin / Wudang / Emei
- Neutre : La Cour des Arts / La Confrérie Tang
- Mal : La Vallée des Ombres / La Garde Impériale

Tous les détails et caractéristiques des écoles sont disponibles sur le blog officiel du jeu.